# 41 Tauri
41 Tauri, som är stjärnans Flamsteed-beteckning, är en enkelsidig spektroskopisk dubbelstjärna belägen i den norra delen av stjärnbilden Oxen, som också har variabelbeteckningen GS Tauri. Den har en genomsnittlig skenbar magnitud på ca 5,19 och är svagt synlig för blotta ögat där ljusföroreningar ej förekommer. Baserat på parallaxmätning inom Hipparcosuppdraget på ca 7,8 mas, beräknas den befinna sig på ett avstånd på ca 420 ljusår (ca 129 parsek) från solen. Den rör sig närmare solen med en heliocentrisk radialhastighet av ca -2 km/s.

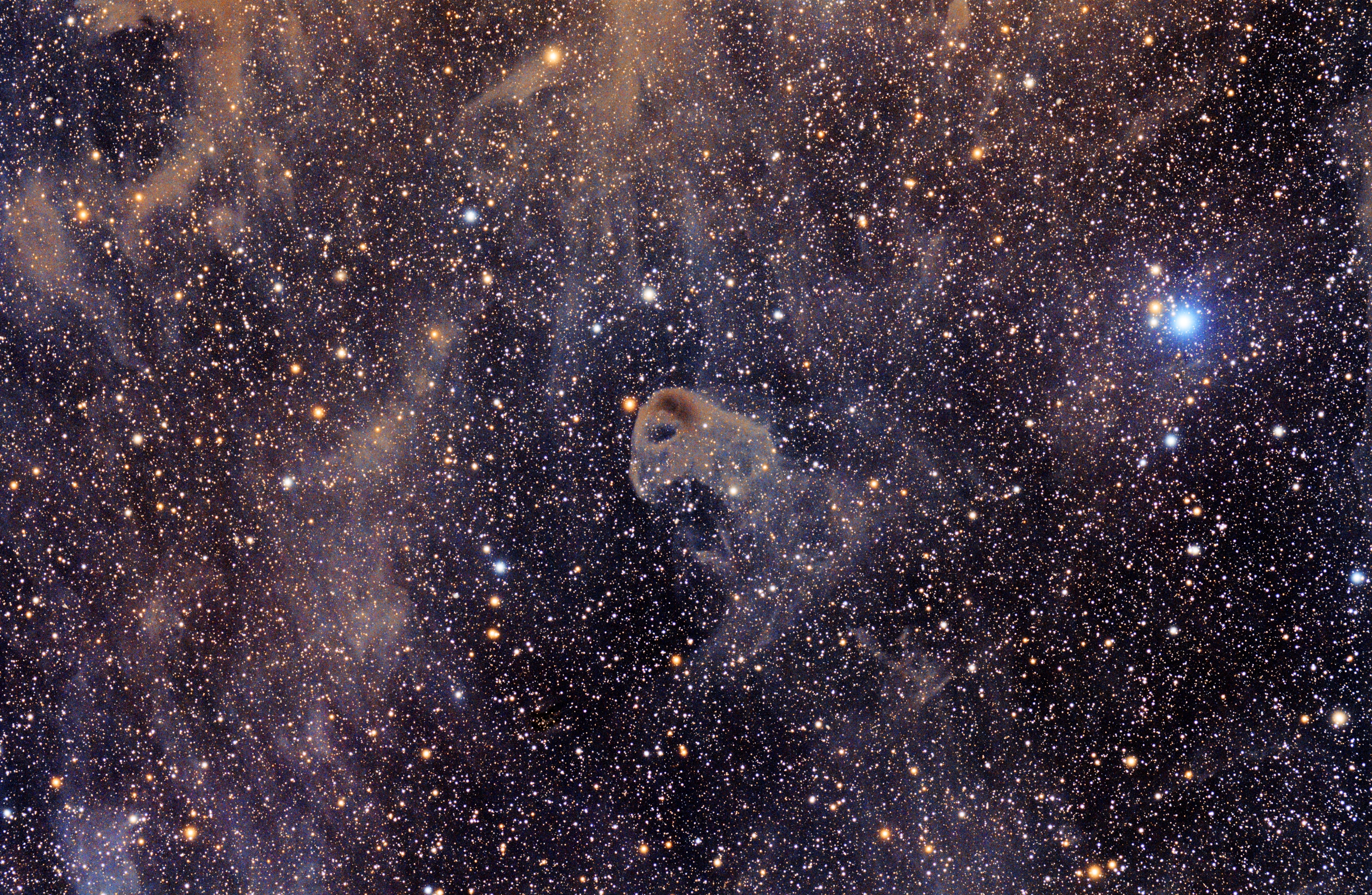
41 Tauri är den ljusaste stjärnan till höger om molekylmolnet LBN 777.

## Egenskaper
Primärstjärnan 41 Tauri A är en blå till vit stjärna i huvudserien av spektralklass B9 p Si. Den har en massa som är ca 2,9 solmassor, en radie som är ca 3,5 solradier och utsänder ca 190 gånger mera energi än solen från dess fotosfär vid en effektiv temperatur på ca 12 600 K. Den är en kemiskt speciell stjärna och klassificerades först som en kiselstjärna av den amerikanske astronomen William Morgan 1933. Dess spektrum visar en överskott av tyngre element, särskilt kisel och gallium. Dessa överskott kan orsakas av stjärnans magnetfält som genererar koncentrationer av de observerade elementen i den yttre atmosfären.
41 Tauri, eller GS Tauri, är en roterande variabel av Alfa2 Canum Venaticorum-typ (ACV), som varierar mellan visuell magnitud +5,15 och 5,22 med en period av 7,227424 dygn. Dessa variationer beror sannolikt på stora fläckar eller ringar som observerats vid sidan av stjärnan.
Stjärnan och dess följeslagare kretsar nära varandra med en omloppsperiod på en vecka och en excentricitet på 0,18. Primärstjärnans rotationsperiod har blivit låst till dess bana så att samma sida alltid riktas mot följeslagaren. Överskottet av gallium och kisel varierar i ett sinusformat mönster som matchar omloppsperioden.